# سيميس (أنغلزي)
سيميس (بالإنجليزية: Cemaes)‏ هي قرية تقع في المملكة المتحدة في ويلز. يقدر عدد سكانها بـ 1,357 نسمة .

## أعلام
- سونيا إدواردز